# 토마토 공격대
《토마토 공격대》(영어: Attack of the Killer Tomatoes)는 미국에서 제작된 존 더벨로 감독의 1978년 패러디 영화이다. 데이비드 밀러, 잭 라일리 등이 출연하였고, 스티븐 피스 등이 제작에 참여하였다.
컬트 영화화되었으며, 존 애스틴이 나온 속편이 총 세 편 제작되었다. 조지 클루니가 출연한 것으로 유명한 《토마토 대소동 2》(1988), 《토마토 대소동 3》(Killer Tomatoes Strike Back!, 1990)과 《토마토 대소동 4》(Killer Tomatoes Eat France!, 1991)이다.

## 줄거리
영화는 앨프리드 히치콕의 《새》(1963)가 처음 공개됐을 때 사람들은 인간 대상으로 새들이 반란을 일으킨다는 발상을 비웃었으나 1975년 실제로 새들이 인간을 공격하는 사건이 벌어졌을 땐 아무도 웃지 않았다는 문구로 시작한다.
곧 살인 토마토와 맞닥뜨린 사람들이 다양한 방식으로 사망한다. 살인 토마토를 갈아만든 주스를 마시고 죽는 남자가 나오는가 하면 《죠스》(1975)를 패러디한 장면에서는 생토마토가 수면 위에 둥둥 떠있을 뿐인데 멱을 감던 사람들이 비명을 지르며 피를 흘린다.
대통령은 메이슨 딕슨이 이끄는 특수 팀을 꾸린다. 팀원 중 하나인 변장 전문가 샘 스미스는 토마토 코스튬을 입고 인간 크기 살인 토마토들 사이에 자연스레 끼어들며 위장 잠입에 성공하지만 모닥불 곁에서 함께 핫도그를 나눠먹던 중 무심결에 케첩을 찾는 바람에 정체가 들통난다.
대통령 공보 담당관 짐 리처드슨은 대중 상대로 사태를 무마하기 위해 한 광고 제작자를 찾아가 "Stop Tomato Program"(→토마토 저지 프로그램) 범퍼 스티커 제작에 헛돈을 쓴다. 이는 1974년 제럴드 포드가 물가 상승을 잡기 위해 벌였던 풀뿌리 운동 "Whip Inflation Now(→물가 상승을 당장 때려잡자)"를 풍자한 것이며, 1970년대 미국 어디에서나 볼 수 있었던 모터 오일 회사 STP 로고 판박이와 범퍼 스티커에 대한 인용이기도 하다.
상원 분과 위원회 회의 기밀 문서를 입수한 한 신문사는 소속 기자 로이스 페어차일드를 취재 담당으로 보내고 페어차일드는 팀원인 군인 윌버 핀레터를 미행한다. 한편 정부는 토마토를 제압하기 위해 서해안에 군대와 전차를 투입하지만 아무 소용이 없다.
딕슨은 계속 자신을 노리며 암살을 시도해온 자를 적발하고 이후 다른 작품에서 여러 번 패러디된 "느린 자동차 추격전"을 벌이는데, 범인의 정체는 바로 리처드슨이었다. 살인 토마토를 통제하는 방법을 알아낸 리처드슨은 이대로 인류 문명이 끝장나면 토마토가 지배하는 세상을 만들 계획이었다. 리처드슨이 살인 토마토 통제 방법을 털어놓으려는 찰나 핀레터가 나타나 리처드슨을 장검으로 찔러 죽여버린다.
딕슨은 로니 데즈먼드라는 가상의 가수가 부른 노래 "Puberty Love"(→사춘기 사랑) 소리에 토마토들이 도망치는 모습에서 착안하여 경기장에 생존자들을 모은 뒤 확성기로 "Puberty Love"를 틀어 이를 듣고 쪼그라든 토마토들을 사람들이 밟아 터뜨리게 만든다. 귓집을 껴서 노래 소리를 차단한 거대 토마토가 페어차일드를 궁지로 몰자 딕슨은 이 토마토의 눈앞에 "Puberty Love" 악보를 들이밀어 무찌른다. 이렇게 인간은 승리하고 딕슨은 페어차일드와 맺어진다.
곧 평범한 당근밭에서 당근 하나가 땅 위로 솟아오르며 살인 당근의 도래를 예고한다.

## 출연
- 데이비드 밀러 - 메이슨 딕슨 역
- 조지 윌슨 - 짐 리처드슨 역
- 샤론 테일러 - 로이스 페어차일드 역
- 스티븐 피스 - 윌버 핀레터, 낙하산을 휴대하고 다니는 군인 역
- 잭 라일리 - 본샤워 역
- 게리 스미스 - 샘 스미스, 변장 전문가 역
- 베니타 바턴 - 그레타 애튼바움, 동독에서 망명한 올림픽 수영 종목 메달 수상자 역
- 스티브 케이츠 - 그레그 콜번, 스쿠버 다이버 역
- 데이나 애슈브룩 - 보트 위의 소년 역

## 제작
실제 헬리콥터가 추락하는 장면이 포함되었다. 제작진의 원 의도는 대여한 힐러 에어크래프트의 UH-12E가 안전하게 착륙하는 장면을 찍는 것이었으나 촬영 중 사고로 꼬리 회전 날개가 지면에 부딪히면서 기체가 화염에 휩싸였다. 사고 중에도 카메라가 계속 돌아가고 있었기 때문에 이 촬영분을 영화에 활용하였다.

## 기타 제작진
- 협력 제작: 마이클 바드 베이어
- 의상·제작 관리·조감독: 코스타 딜런

## 반응

### 평가
2003년 에릭 헨더슨은 슬랜트 매거진에 기고한 이 영화의 DVD판 논평에서 거대 토마토 앞에 무력한 미군이 등장하는 이 영화는 외국 장르 영화(일본 괴수 영화) 전형을 활용해 군사력에 의존하는 미국의 배타적 애국주의를 제대로 비판할 수도 있었지만 애석하게도 그 무궁한 잠재력과 기회를 그냥 날려버렸다고 평했다.

## 대중문화에서
- 2022년 일본 애니메이션 《체인소 맨》 오프닝 타이틀에서 패러디되었다.[5]